# Вашингтон (Іллінойс)
Вашингтон (англ. Washington) — місто (англ. city) в США, в окрузі Тазвелл штату Іллінойс. Населення — 16 071 особа (2020).

## Географія
Вашингтон розташований за координатами 40°42′6″ пн. ш. 89°26′12″ зх. д. / 40.70167° пн. ш. 89.43667° зх. д. (40.701688, -89.436759).  За даними Бюро перепису населення США в 2010 році місто мало площу 21,20 км², з яких 21,17 км² — суходіл та 0,03 км² — водойми.

## Демографія
Згідно з переписом 2010 року, у місті мешкали 15 134 особи в 5870 домогосподарствах у складі 4200 родин. Густота населення становила 714 особи/км².  Було 6189 помешкань (292/км²).
Расовий склад населення:
| - 96,6 % — білих - 1,0 % — азіатів - 0,5 % — чорних або афроамериканців - 0,1 % — корінних американців |

До двох чи більше рас належало 1,2 %. Частка іспаномовних становила 1,6 % від усіх жителів.
За віковим діапазоном населення розподілялося таким чином: 27,2 % — особи молодші 18 років, 59,4 % — особи у віці 18—64 років, 13,4 % — особи у віці 65 років та старші. Медіана віку мешканця становила 36,3 року. На 100 осіб жіночої статі у місті припадало 94,9 чоловіків;  на 100 жінок у віці від 18 років та старших — 91,3 чоловіків також старших 18 років.
Середній дохід на одне домашнє господарство  становив 88 979 доларів США (медіана — 71 964), а середній дохід на одну сім'ю — 98 283 долари (медіана — 82 828). Медіана доходів становила 65 345 доларів для чоловіків та 42 009 доларів для жінок. За межею бідності перебувало 4,7 % осіб, у тому числі 4,9 % дітей у віці до 18 років та 2,2 % осіб у віці 65 років та старших.
Цивільне працевлаштоване населення становило 7775 осіб. Основні галузі зайнятості: освіта, охорона здоров'я та соціальна допомога — 26,1 %, виробництво — 18,1 %, науковці, спеціалісти, менеджери — 10,1 %, роздрібна торгівля — 10,0 %.